# James Speed
James Speed (ur. 11 marca 1812 w hrabstwie Jefferson, zm. 25 czerwca 1887 w Louisville) – amerykański polityk.

## Życiorys
Urodził się 11 marca 1812 roku, na terenie hrabstwa Jefferson. Ukończył St. Joseph's College, na następnie podjął studia prawnicze na Transylvania University i został przyjęty do palestry. W 1847 roku zasiadł w legislaturze stanowej Kentucky, gdzie zasiadał do lat 60. XIX wieku. W grudniu 1864 prezydent Abraham Lincoln zaproponował mu objęcie stanowiska prokuratora generalnego. Speed zrezygnował ze stanowiska po nieco ponad półtora roku i powrócił do praktykowania prawa. Zmarł 25 czerwca 1887 roku w Louisville.